# دينا دي ماركو
دينا دي ماركو (بالإسبانية: Dina de Marco)‏ هي مخرجة وممثلة مكسيكية، ولدت في 6 يوليو 1937 في مدينة مكسيكو في المكسيك، وتوفيت بنفس المكان في 17 يونيو 1998 بسبب سرطان.

## أعمال

### مسلسلات
- إزميرالدا

## وصلات خارجية
- دينا دي ماركو على موقع IMDb (الإنجليزية)
- دينا دي ماركو على موقع أول موفي (الإنجليزية)
- دينا دي ماركو على موقع قاعدة بيانات الفيلم (الإنجليزية)
- دينا دي ماركو على موقع كينوبويسك (الروسية)